# 凤桥镇
凤桥镇是中华人民共和国浙江省嘉兴市南湖区下辖的一个镇。

## 行政区划
凤桥镇下辖以下村级行政区划单位：
凤桥社区、新篁社区、大星村、联丰村、新民村、永红村、星火村、三星村、陈良村、茜柳村、栖柽村和庄史村。